# Escobaria guadalupensis

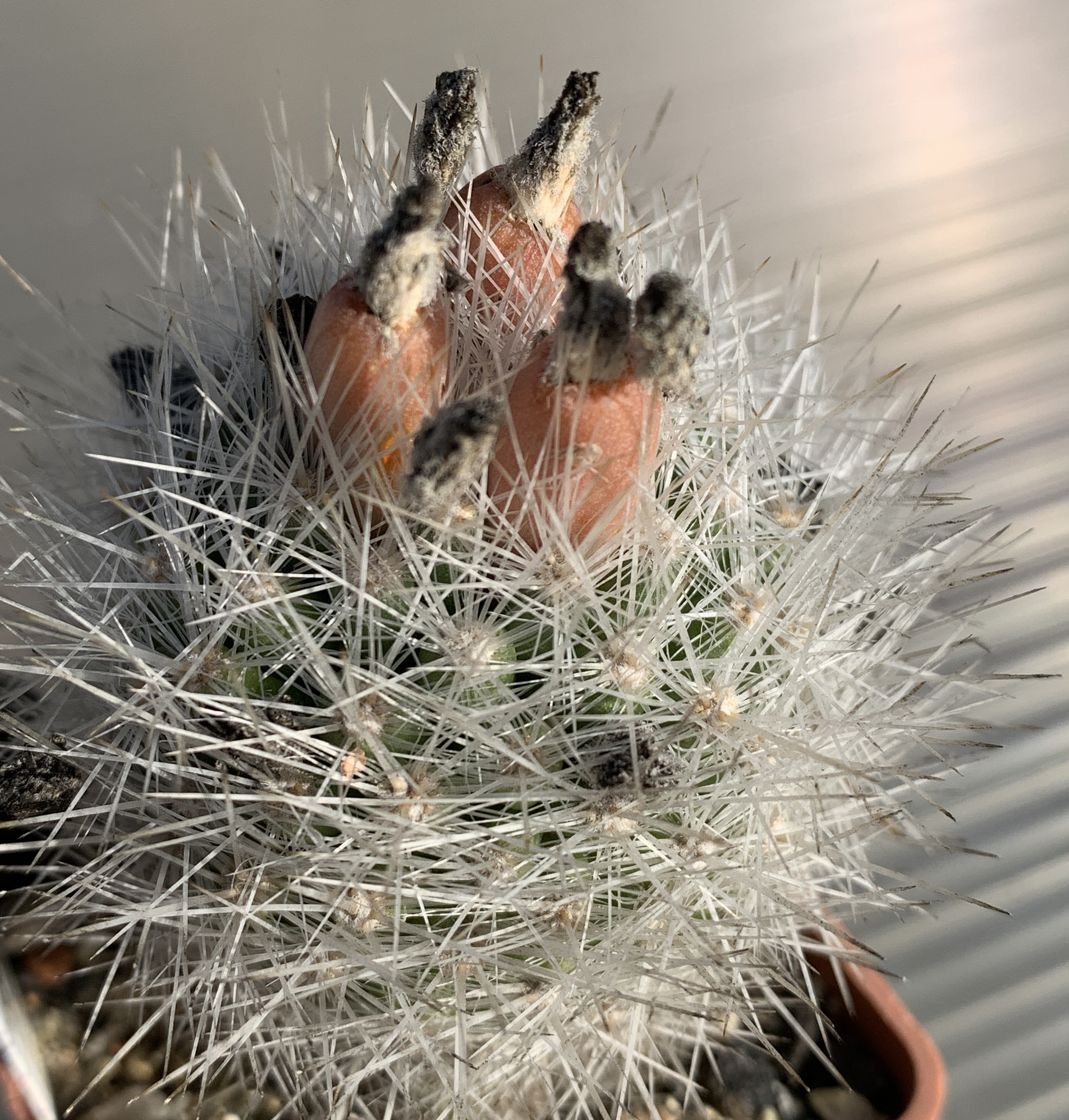
Früchte

Escobaria guadalupensis ist eine Pflanzenart in der Gattung Escobaria aus der Familie der Kakteengewächse (Cactaceae). Das Artepitheton guadalupensis verweist auf das Vorkommen der Art in den Guadalupe Mountains.

## Beschreibung
Escobaria guadalupensis wächst einzeln oder verzweigt manchmal. Die kugelförmigen bis etwas verlängerten Triebe erreichen bei Durchmessern von 4 bis 10 Zentimetern Wuchshöhen von 3 bis 5 Zentimeter. Die bis zu 10 Millimeter langen Warzen sind auf der Oberseite in ihrer ganzen Länge gefurcht. Die 17 dicken weißen Mitteldornen besitzen eine braune Spitze. Sie weisen Längen von 0,8 bis 1,4 Zentimeter auf. Die 36 schlanken weißen, manchmal borstenartigen Randdornen sind 0,7 bis 1,2 Zentimeter lang.
Die hellgelben, cremefarbenen oder rosafarbenen Blüten sind bis zu 2,5 Zentimeter lang. Die grünen Früchte weisen eine Länge von 1,5 Zentimeter auf.

## Systematik und Verbreitung
Escobaria guadalupensis ist in den Vereinigten Staaten in den Guadalupe Mountains im Culberson County im Bundesstaat Texas verbreitet. 
Die Erstbeschreibung durch Steven Brack und Kenneth D. Heil wurde 1986 veröffentlicht. Ein nomenklatorisches Synonym ist Coryphantha sneedii var. guadalupensis (S.Brack & K.D.Heil) A.D.Zimmerman (2004).

## Nachweise